# Società Sportiva Dilettantistica Real SPAL 2012-2013
Questa pagina raccoglie le informazioni riguardanti la Società Sportiva Dilettantistica Real SPAL nelle competizioni ufficiali della stagione 2012-2013.

## Stagione
Nella stagione 2012-2013 la SPAL ha disputato il primo e unico campionato non professionistico della sua storia, a seguito del fallimento societario avvenuto nell'estate 2012: la squadra ha preso parte al girone D della Serie D. La società presieduta da Roberto Benasciutti e Roberto Ranzani affida la panchina al tecnico David Sassarini, puntando su giocatori locali come Davide Marchini, Edoardo Braiati, Gianluca Laurenti e Alessandro Marongiu. La stagione parte bene ma le difficoltà economiche, che non consentono ai giocatori di percepire gli stipendi sin da metà campionato, condizionano il rendimento della SPAL che si piazza infine in settima posizione con 56 punti. Il club ottiene comunque il ritorno tra i professionisti nel luglio 2013 con l'approdo alla Lega Pro Seconda Divisione, grazie all'acquisizione della società e del marchio storico da parte della famiglia Colombarini.

## Rosa
| N. |                   | Ruolo | Calciatore          |
| -- | ----------------- | ----- | ------------------- |
|    | Italia (bandiera) | C     | Edoardo Braiati     |
|    | Italia (bandiera) | D     | Andrea Calistri     |
|    | Italia (bandiera) | P     | Simone Canalicchio  |
|    | Italia (bandiera) | D     | Nicola Cintoi       |
|    | Italia (bandiera) | A     | Diego Cubillos      |
|    | Italia (bandiera) | D     | Fabio Cucurnia      |
|    | Italia (bandiera) | D     | Filippo Fiorini     |
|    | Italia (bandiera) | P     | Stefano Gallo       |
|    | Italia (bandiera) | A     | Gianluca Laurenti   |
|    | Italia (bandiera) | C     | Davide Marchini     |
|    | Italia (bandiera) | C     | Matteo Marcolini    |
|    | Italia (bandiera) | A     | Alessandro Marongiu |
|    | Italia (bandiera) | C     | Federico Massaccesi |
|    | Italia (bandiera) | C     | Manuel Mazzoli      |

| N. |                      | Ruolo | Calciatore             |
| -- | -------------------- | ----- | ---------------------- |
|    | Italia (bandiera)    | C     | Mattia Del Mastio      |
|    | Albania (bandiera)   | D     | Gabriel Nako           |
|    | Italia (bandiera)    | D     | Alex Nodari            |
|    | Italia (bandiera)    | C     | Nicolò Orlando         |
|    | Italia (bandiera)    | A     | Vinicio Paris          |
|    | Argentina (bandiera) | A     | Luciano Ariel Pignatta |
|    | Italia (bandiera)    | C     | Matteo Piraccini       |
|    | Italia (bandiera)    | C     | Mattia Piras           |
|    | Italia (bandiera)    | D     | Gianmarco Rizzo        |
|    | Italia (bandiera)    | A     | Roberto Rocchi         |
|    | Italia (bandiera)    | D     | Niccolò Rosati         |
|    | Italia (bandiera)    | C     | Matteo Sartori         |
|    | Albania (bandiera)   | C     | Lorenz Shqypi          |
|    | Italia (bandiera)    | A     | Francesco Zanellato    |

## Risultati

### Serie D (girone D)

#### Girone di andata
| 2 settembre 2012 1ª giornata | Mezzolara | 0 – 0 | Real SPAL |  |

| 9 settembre 2012 2ª giornata | Real SPAL | 1 – 1 | Camaiore |  |

| 16 settembre 2012 3ª giornata | Fidenza | 0 – 1 | Real SPAL |  |

| 23 settembre 2012 4ª giornata | Real SPAL | 2 – 0 | Formigine |  |

| 30 settembre 2012 5ª giornata | Rosignano Sei Rose | 0 – 2 | Real SPAL |  |

| 7 ottobre 2012 6ª giornata | Real SPAL | 1 – 3 | Fortis Juventus |  |

| 14 ottobre 2012 7ª giornata | Lucchese | 1 – 0 | Real SPAL |  |

| 21 ottobre 2012 8ª giornata | Real SPAL | 4 – 0 | Forcoli |  |

| 28 ottobre 2012 9ª giornata | Real SPAL | 1 – 1 | Bagnolese |  |

| 4 novembre 2012 10ª giornata | Massese | 1 – 1 | Real SPAL |  |

| 11 novembre 2012 11ª giornata | Real SPAL | 2 – 1 | Virtus Pavullese |  |

| 18 novembre 2012 12ª giornata | Castenaso Villanova | 1 – 4 | Real SPAL |  |

| 25 novembre 2012 13ª giornata | Real SPAL | 2 – 0 | Pistoiese |  |

| 2 dicembre 2012 14ª giornata | Riccione | 1 – 2 | Real SPAL |  |

| 9 dicembre 2012 15ª giornata | Real SPAL | 0 – 0 | Tuttocuoio |  |

| 16 dicembre 2012 16ª giornata | Atletico BP Pro Piacenza | 3 – 1 | Real SPAL |  |

| 22 dicembre 2012 17ª giornata | Real SPAL | 2 – 2 | Virtus Castelfranco |  |

#### Girone di ritorno
| 6 gennaio 2013 18ª giornata | SPAL | 1 – 1 | Mezzolara |  |

| 13 gennaio 2013 19ª giornata | Camaiore | 0 – 5 | SPAL |  |

| 20 gennaio 2013 20ª giornata | SPAL | 3 – 0 | Fidenza |  |

| 27 gennaio 2013 21ª giornata | Formigine | 0 – 0 | SPAL |  |

| 3 febbraio 2013 22ª giornata | SPAL | 2 – 0 | Rosignano Sei Rose |  |

| 17 febbraio 2013 23ª giornata | Fortis Juventus | 2 – 3 | SPAL |  |

| 24 febbraio 2013 24ª giornata | SPAL | 2 – 2 | Lucchese |  |

| 3 marzo 2013 25ª giornata | Forcoli | 2 – 1 | SPAL |  |

| 11 marzo 2013 26ª giornata | Bagnolese | 1 – 3 | SPAL |  |

| 17 marzo 2013 27ª giornata | SPAL | 2 – 4 | Massese |  |

| 24 marzo 2013 28ª giornata | Virtus Pavullese | 1 – 4 | SPAL |  |

| 28 marzo 2013 29ª giornata | SPAL | 3 – 2 | Castenaso Villanova |  |

| 7 aprile 2013 30ª giornata | Pistoiese | 3 – 0 | SPAL |  |

| 14 aprile 2013 31ª giornata | SPAL | 1 – 1 | Riccione |  |

| 21 aprile 2013 32ª giornata | Tuttocuoio | 0 – 0 | SPAL |  |

| 28 aprile 2013 33ª giornata | SPAL | 0 – 2 | Pro Piacenza |  |

| 5 maggio 2013 34ª giornata | Virtus Castelfranco | 4 – 1 | SPAL |  |

### Coppa Italia Serie D

#### Turni preliminari
| 19 agosto 2012 Turno preliminare | Castenaso Villanova | 3 – 0 | Real SPAL |  |